# Acanthoderes satanas
Acanthoderes satanas là một loài bọ cánh cứng trong họ Cerambycidae.